# Stegonotus borneensis
Espèce
Statut de conservation UICN

 LC  : Préoccupation mineure
Stegonotus borneensis  est une espèce de serpents de la famille des Colubridae.

## Répartition
Cette espèce est endémique de Bornéo. Elle se rencontre :
- en Indonésie, dans l’État de Kalimantan ;
- en Malaisie orientale, dans les États de Sabah et de Sarawak.

## Étymologie
Son nom d'espèce, composé de borne[o] et du suffixe latin -ensis, « qui vit dans, qui habite », lui a été donné en référence au lieu de sa découverte.

## Publication originale
- Inger, 1967 : A new colubrid snake of the genus Stegonotus from Borneo. Fieldiana, Zoology, vol. 51, p. 77-83 (texte intégral).